# Takácsi
Takácsi là một thị trấn thuộc hạt Veszprém, Hungary. Thị trấn này có diện tích 19,13 km², dân số năm 2010 là 848 người, mật độ 44 người/km².